# Claude-Henri Gorceix
Claude-Henri Gorceix (1842 — 1919) foi um mineralogista francês que nasceu em 1842 em Saint-Denis-des-Murs. De 1862 até 1866, ele estudou na Escola Normal Superior de Paris e recebeu o título de Bacharel em Física e Matemática. Depois foi professor na Escola Francesa de Atenas.
Em 1876 ele fundou a Escola de Minas de Ouro Preto no Brasil e foi o seu primeiro diretor. A Escola de Minas oferecia cursos em Mineralogia, Geologia, Física e Química. Em 1896 ele foi convidado pelo governo de Minas Gerais para ajudar no desenvolvimento da educação agrícola do estado. Mais tarde, em 1969, a Escola de Minas foi incorporada à Escola de Farmácia de Ouro Preto para formar a Universidade Federal de Ouro Preto
O mineral gorceixite recebeu esse nome em sua homenagem.